# Grendon (Northamptonshire)
Grendon – wieś w Anglii, w hrabstwie Northamptonshire, w dystrykcie (unitary authority) North Northamptonshire. Leży 13 km na wschód od miasta Northampton i 91 km na północny zachód od Londynu. W 2001 miejscowość liczyła 477 mieszkańców.